# Prasinocyma fragilis
Prasinocyma fragilis är en fjärilsart som beskrevs av W. Warren 1903. Prasinocyma fragilis ingår i släktet Prasinocyma och familjen mätare. Inga underarter finns listade i Catalogue of Life.